# Alfonso I d'Àvila
Alfonso Fernández de Córdoba, o simplement Alfonso de Córdoba o també Alfonso I, també citat en la variant del seu nom, Alonso, fou un religiós castellà d'origen noble, que fou bisbe d'Àvila entre els anys 1361 i 1371.
D'origen noble, de la casa de Cabrera a Còrdova, fou fill d'Alfonso Fernández de Témez i de la seva segona esposa, Juana de Meneses. Va ser bisbe durant el regnat d'Enric II de Castella, de fet, durant el seu episcopat es va produir la batalla entre Enric i el seu predecessor, el seu germà bastard Pere I, darrer membre de la casa de Borgonya, que morí en batalla en mans d'Enric. Pacificat el regne, va assistir a les corts de Toro de 1371 convocades pel nou rei. De la seva vida poc més es coneix, una de les poques notícies és la seva sepultara a la capella major de la catedral d'Àvila.
A causa de la repetició del nom Alfonso en poc més de 30 anys en el bisbat d'Àvila, hi ha confusions entre Alfonso I i el seu successor immediat, Alfonso II. A més, després de l'episcopat de Diego de los Roeles, encara hi ha un tercer Alfonso de Córdoba, que fou en realitat nebot del primer Alfonso.